# Tibouchina ursina
Tibouchina ursina là một loài thực vật có hoa trong họ Mua. Loài này được (Cham.) Cogn. miêu tả khoa học đầu tiên.